# کوژوشانکا
کوژوشانکا (به اوکراینی: кожушанка) یک کت سنتی از پوست گوسفند اوکراینی است.
کوژوشانکاها لباس‌های زمستانی زنان بودند که معمولاً در منطقۀ رودخانۀ دنیپر میانی، از جمله مناطق ساحلی-چپ و استپی، و همچنین در منطقۀ لمکو، به‌ویژه در مناطق مرکزی، پوشیده می‌شدند. گمان می‌رود که آن‌ها از دورۀ هتمانات کازاک سرچشمه گرفته‌اند. رنگ کت‌ها از منطقه‌ای به منطقه دیگر متفاوت بود.
در مناطق لمکو، کوژوشانکا در بالای بلوز پوشیده می‌شد. طراحی آن شبیه به نیم تنۀ کُرست لمکوی سنتی بود، اما بدون شکاف در پایین. از مخمل گیلاسی-رنگ دوخته می‌شد که با پارچۀ درشت یا کتانی دست‌ساز ساخته شده بود. لبه‌ها با پوست گوسفند سیاه یا مواد دیگری که رنگ متفاوتی داشتند، آراسته می‌شدند. با چند دسته گل از رنگ‌های مختلف تزئین شده بود و مانند اکثر لباس‌های اوکراینی آن زمان، به ویژه روی سینه، گل‌دوزی شده بود.
در کانادا، مهاجران اوکراینی اغلب با کت پوست گوسفندشان مورد توجه قرار می‌گرفتند و مخالفانی مانند  فرانک الیور سیاستمدار می‌گفتند که آن‌ها بیشتر شبیه حیوانات هستند تا انسان. با این حال، کلیفورد سیفتن، وزیر کشور وقت (مسئول مهاجرت) از «دهقان سرسخت در کت پوست گوسفند، متولد شده در خاک، که اجدادش ده نسل کشاورز بوده‌اند، با همسری تنومند و نیم دوجین فرزند» دفاع کرد. در هر صورت، زمانی که الیور جایگزین سیفتون به عنوان وزیر کشور شد، مهاجرت اوکراینی‌ها به سرعت ادامه داشت، اما استفادۀ از کوژوشانکا به‌ طور فزاینده‌ای توسط اوکراینی‌ها در کانادا به نفع پوشاک غربی کنار گذاشته شد.